# Unterbüschem
Die Ortschaft Unterbüschem mit etwa 80 Einwohnern ist ein Ortsteil der Gemeinde Lindlar, Oberbergischen Kreis im Regierungsbezirk Köln in Nordrhein-Westfalen (Deutschland).

## Lage und Beschreibung
Unterbüschem liegt nördlich von Lindlar, zwischen Abstoß (Wipperfürth) und Kapellensüng an der Gemeindegrenze nach Wipperfürth. An der Ortschaft vorbei fließt der Büschemer Bach.

## Geschichte
Büschem wurde 1318 das erste Mal urkundlich als buchshem erwähnt. In der Topographisch-Statistischen Beschreibung der Königlich-Preußischen Rheinprovinz wurde 1830 vermerkt: „Unter-Büschem mit 45 [Einwohnern]“.

## Busverbindungen
Der Ort verfügt über keine Linienbushaltestelle. Nächste Haltestelle ist Hartegasse. Dort verkehrt die Buslinie 332 (OVAG) nach Lindlar, Engelskirchen Bf. und Wipperfürth sowie die Linie 335 (OVAG) nach Bergisch Gladbach, Lindlar und Frielingsdorf.